# Alundra
Alundra (アランドラ?, Arandora), pubblicato in Europa con il nome The Adventures of Alundra, è un videogioco di ruolo d'azione sviluppato da Matrix Software per la console PlayStation.
Il gioco è stato pubblicato nel 1997 in Giappone da Sony Computer Entertainment, localizzato per i paesi nordamericani da Working Designs e infine pubblicato in Europa da Psygnosis nel 1998. Nel 2012 è stato reso disponibile per l'acquisto digitale in Europa sulla piattaforma PlayStation Network. Un sequel intitolato Alundra 2: A New Legend Begins è stato pubblicato in Giappone nel 1999 e in Europa l'anno successivo.
Il protagonista del gioco è Alundra, un giovane dalle orecchie a punta in possesso della capacità di entrare nei sogni altrui, giunto nel villaggio di Inoa a seguito di un naufragio e chiamato a salvare la popolazione dalla maledizione del demone Melzas, la quale si manifesta attraverso incubi potenzialmente letali.
Alundra è stato il primo titolo dello studio giapponese Matrix Software, gran parte del cui team di sviluppo aveva lavorato in precedenza a Landstalker per Mega Drive. Ha riscosso un buon successo di critica grazie alla storia particolare, alla riuscita caratterizzazione dei personaggi, alle eleganti meccaniche di gioco e agli enigmi impegnativi. Nel 1997, anno di pubblicazione, il gioco ha venduto più di 140 000 copie in Giappone e all'11 giugno 2016 ha venduto più di 130 000 copie in Nord America.

## Trama
Vestiamo i panni di Alundra, un giovane ragazzo con la capacità di entrare nei sogni delle persone, mentre il soggetto interessato dorme. I sogni lo guidano ad Inoa, piccolo villaggio costiero, abitato da gente socievole ed accogliente ma al contempo tormentata da strani incubi che hanno il potere di uccidere. Salvato da Jess, un fabbro di Inoa, dopo il naufragio che la sua nave subisce, Alundra scopre i suoi poteri grazie all'aiuto di uno studente del paese, Septimus, che lo guiderà nella scoperta delle sue abilità e nel salvataggio degli sventurati. Alundra, sfruttando il suo mistico potere, entrerà negli incubi delle anime torturate, cambiandone la conclusione attraverso l'eliminazione diretta dell'elemento di disturbo, il che si traduce in una lotta contro l'incubo incarnato sotto forma di mostro.
Il suo vero scopo, però, è un altro. Proseguendo, si scoprirà che è un demone malvagio a mandare gli incubi, Melzas, che può essere eliminato solo da un essere umano chiamato “il Salvatore”. Costui è Alundra. Per giungere alla dimora ove il mostro risiede, Alundra dovrà avventurarsi nel mondo di Inoa, cercando 7 gemme sacre che fungono da chiave per la lotta finale.
Il passato del personaggio non viene descritto durante il gioco.

## Modalità di gioco
Non ci sono messaggi (parlato) mandati da Alundra all'interno dei dialoghi, e l'unico modo per interagire è rispondere Sì o No.

## Accoglienza
| Rivista                   | Voto                     |
| ------------------------- | ------------------------ |
| GameSpot                  | 8.8/10                   |
| IGN                       | 8.5/10                   |
| Aggregatori di recensioni | Media                    |
| GameRankings              | 83,77% (13 recensioni)   |
| Metacritic                | 86 su 100 (9 recensioni) |

Alundra è stato valutato positivamente nel periodo della sua pubblicazione: attualmente l'aggregatore di recensioni Metacritic attribuisce al gioco una votazione media di 86 punti su 100 su una base di 9 recensioni, mentre GameRankings gli assegna una valutazione media dell'83,77% basata su 13 recensioni, collocandolo fra i cento migliori titoli di tutti i tempi per PlayStation.
Jay Boor di IGN ha affermato di non esser "mai stato tanto messo alla prova da un gioco fin dai tempi del vecchio LandStalker per Genesis. E Climax ha reso Alundra due volte più difficile, due volte più stimolante e due volte più bello di Landstalker." La recensione afferma, inoltre, che Alundra ha "una bella storia, eccellenti musiche e una grafica che ben si adatta al gioco".